# 真実と時の寓話
『真実と時の寓話』（しんじつとときのぐうわ、伊: Allegoria della Verità e del Tempo、英: An Allegory of Truth and Time）は、イタリアのバロック絵画の巨匠アンニーバレ・カラッチが1584–1585年にキャンバス上に油彩で描いた絵画である。作品の細部の意味については十分に解明されていないが、寓意的な主題を持っている。現在、イギリスのロイヤル・コレクションに含まれ、ハンプトン・コートに所蔵されている。

## 作品
作品は、基本的には「時」 (中央の砂時計を手にした老人)  と「真実」 (彼の隣の少女) を表現している。娘の「真実」は父の「時」によって井戸の底から汲み上げられてきたところで、身体から光を発し、鏡を見ている。彼女が踏みつけているのは、おそらく「欺瞞」である。画面の右側には「幸福な結末」がおり、左側には「幸運」、または「幸福」がいる。絵画に含まれる道徳は、「終わり良ければすべて良し」と「真実は明るみに出る」のように思われる。
この絵画の主題の出典は特定されていない。アンニーバレは、おそらくヴィンチェンツォ・カンターリ (Vincenzo Cantari) が著し、1571年にヴェネツィアで刊行された挿絵付きの『古代の神々たちの想像 (Le immagini de i dei antichi)』のような書物を参照にしたのであろう。
この絵画は、17世紀のいかなるアンニーバレの伝記的文書にも言及されておらず、遅くとも18世紀の初期までにイングランドにあったと考えられている。絵画が最初のはっきりと言及されたは19世紀の半ばで、その時点までにはヴィクトリア女王のコレクションにあった が、無名の画家の手になるものであると考えられていた。研究者のロベルト・ロンギとヘルマン・フォスが20世紀初頭に現在のアンニーバレへの帰属の判断をした。
作品の様式は、ボローニャのファーヴァ宮殿 (Palazzo Fava) で、アンニーバレが兄のアゴスティーノ・カラッチおよび従兄弟のルドヴィコ・カラッチとともに1584年ごろに制作した『ジャソーネとメデアの物語 (Lives of Jason and Medea)』のフレスコ画と非常に類似している。そのため、本作は、ファーヴァ宮殿の所有者フィリッポ・ファーヴァにより依頼されたのではないかと度々提唱されている。様式と構図のどちらも、『パリスの審判』のための素描 (フォッグ美術館) と類似しており、本作が失われたか描かれることのなかったこの絵画の対作品としてアンニーバレに制作されたと提唱する美術史家もいる。
この絵画はアンニーバレの青年期の傑作の1つである。コレッジョの様式に対する彼の反応を反映しており、その反応は彼が画業を始めてすぐに彼の絵画を特徴づけることになる。この絵画において、アンニーバレのコレッジョへの反応は、フェデリコ・バロッチの作品を通したものとなっていると主張する研究者もいる。また、複雑な寓意画の概念と人物像、建築、風景の一般的配置において、本作はティツィアーノの名高く、謎のある『聖愛と俗愛』 (1515年、ボルゲーゼ美術館、ローマ) を拠りどころとしている。 

## ギャラリー

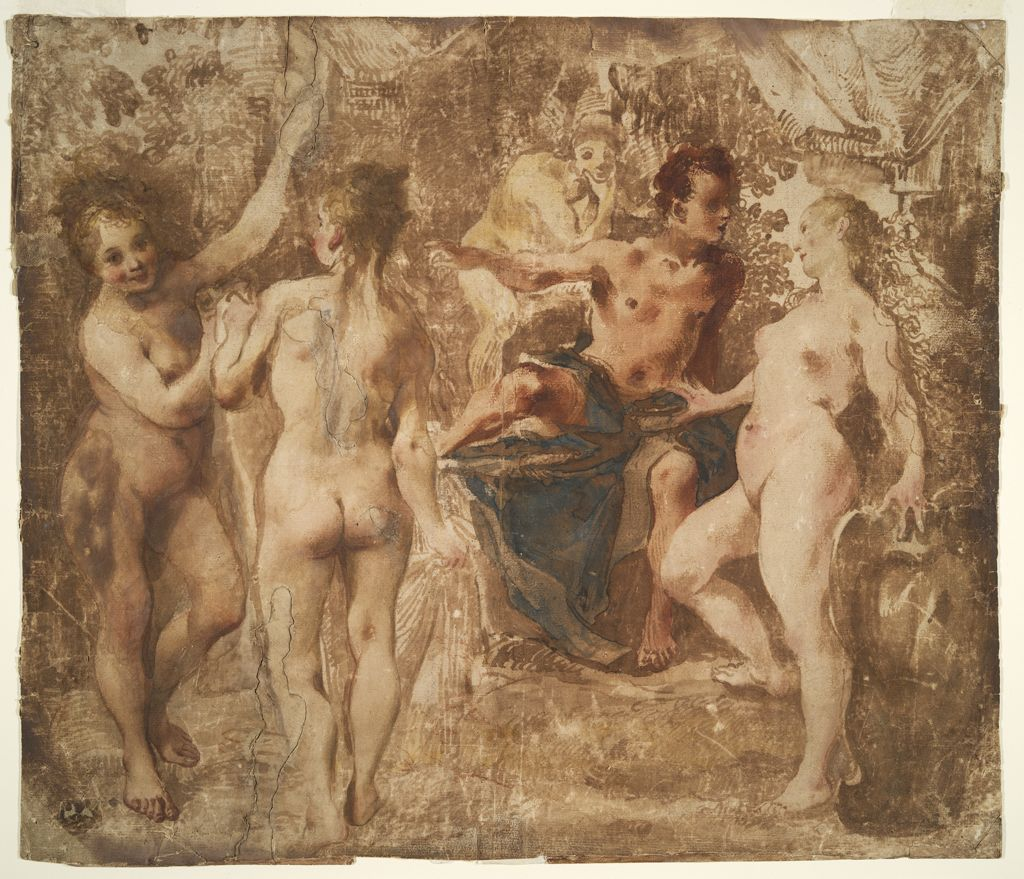
アンニーバレ・カラッチに帰属『パリスの審判』(1584–1585年)、フォッグ美術館、マサチューセッツ州ケンブリッジ
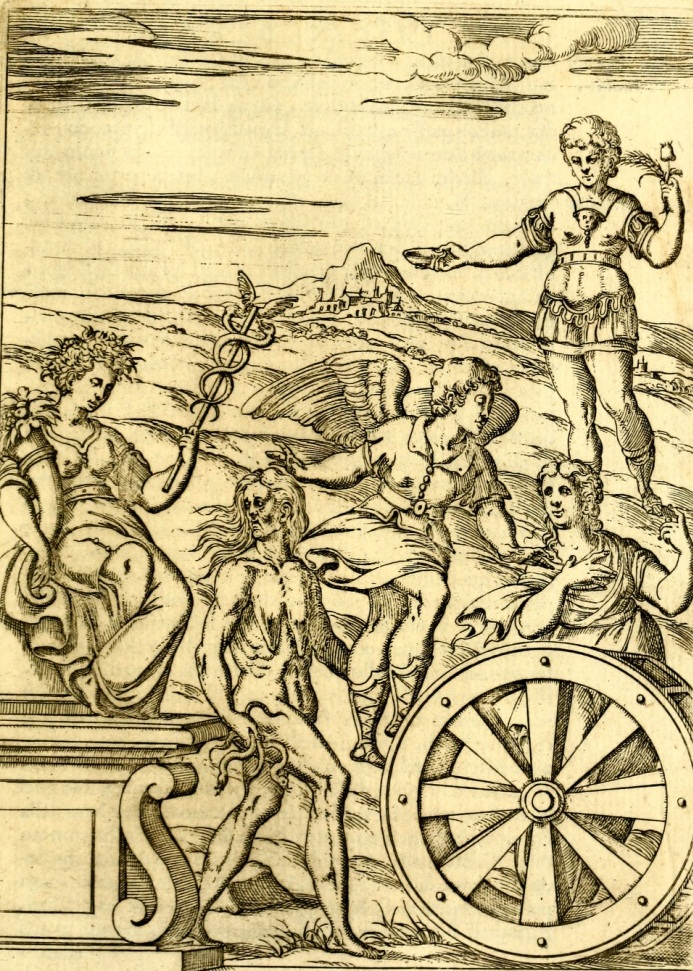
ボロニーノ・ザルティエーリ (Bolognino Zaltieri) 『幸運と他の寓意的人物像』。ヴィンチェンツォ・カンターリ (Vincenzo Cantari) 著『古代の神々たちの想像 (Le immagini de i dei antichi)』にある挿絵
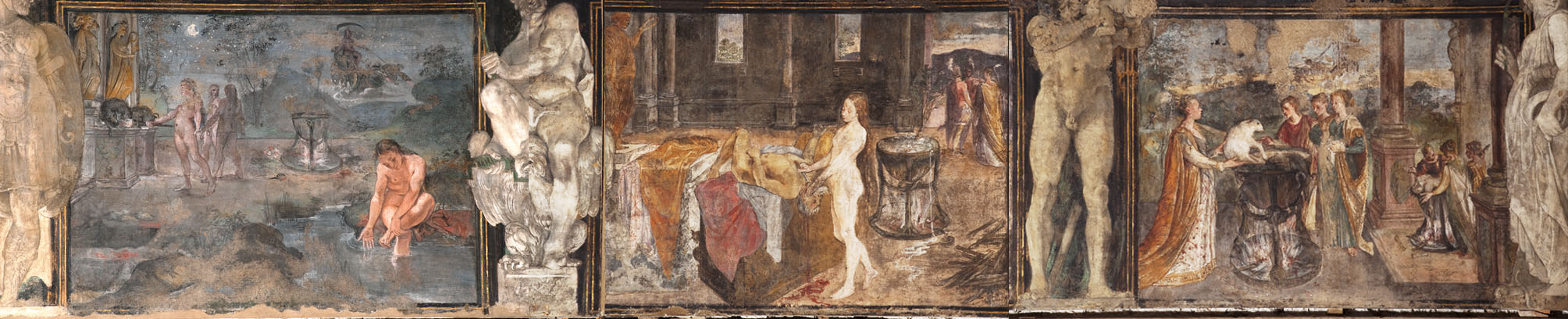
アンニーバレ、アゴスティーノとルドヴィコ・カラッチ 『ジャソーネとメデアの物語』のフレスコ画 (1584年ごろ)、ファーヴァ宮殿、ボローニャ
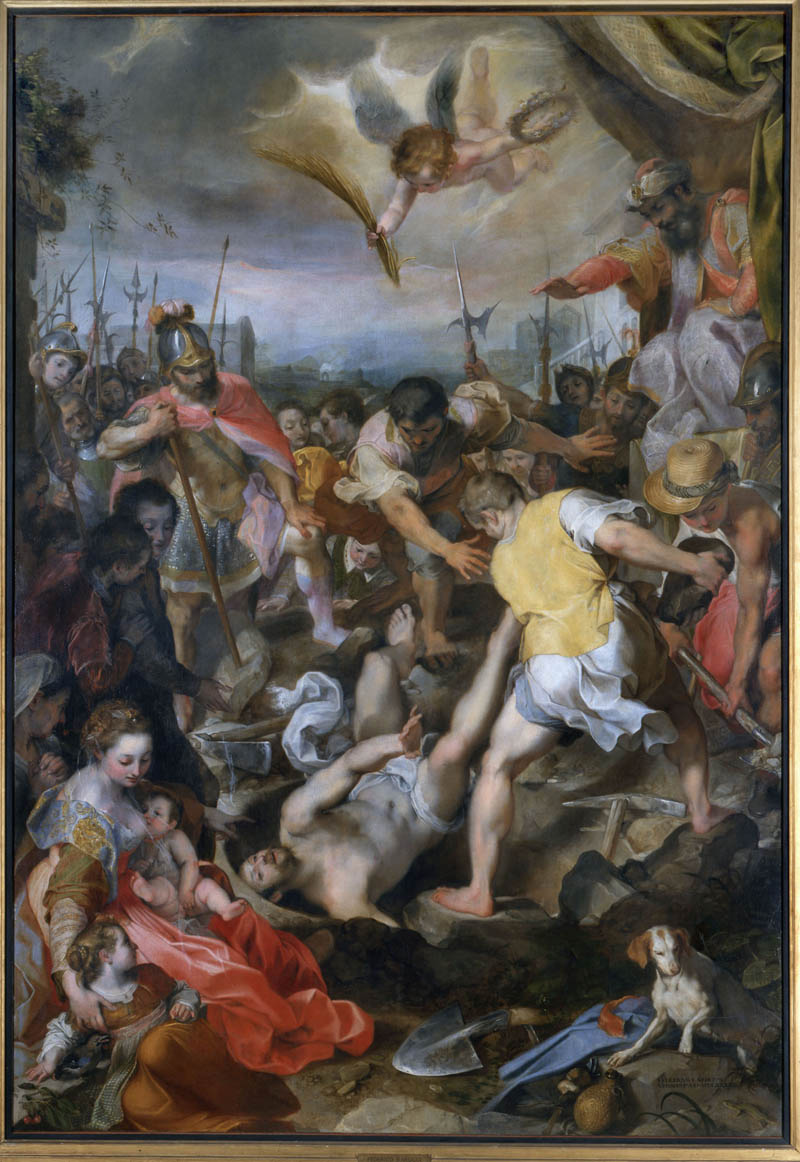
フェデリコ・バロッチ『聖ヴィタリスの殉教 (Martyrdom of Saint Vitalis)』 (1583年)、ブレラ美術館、ミラノ
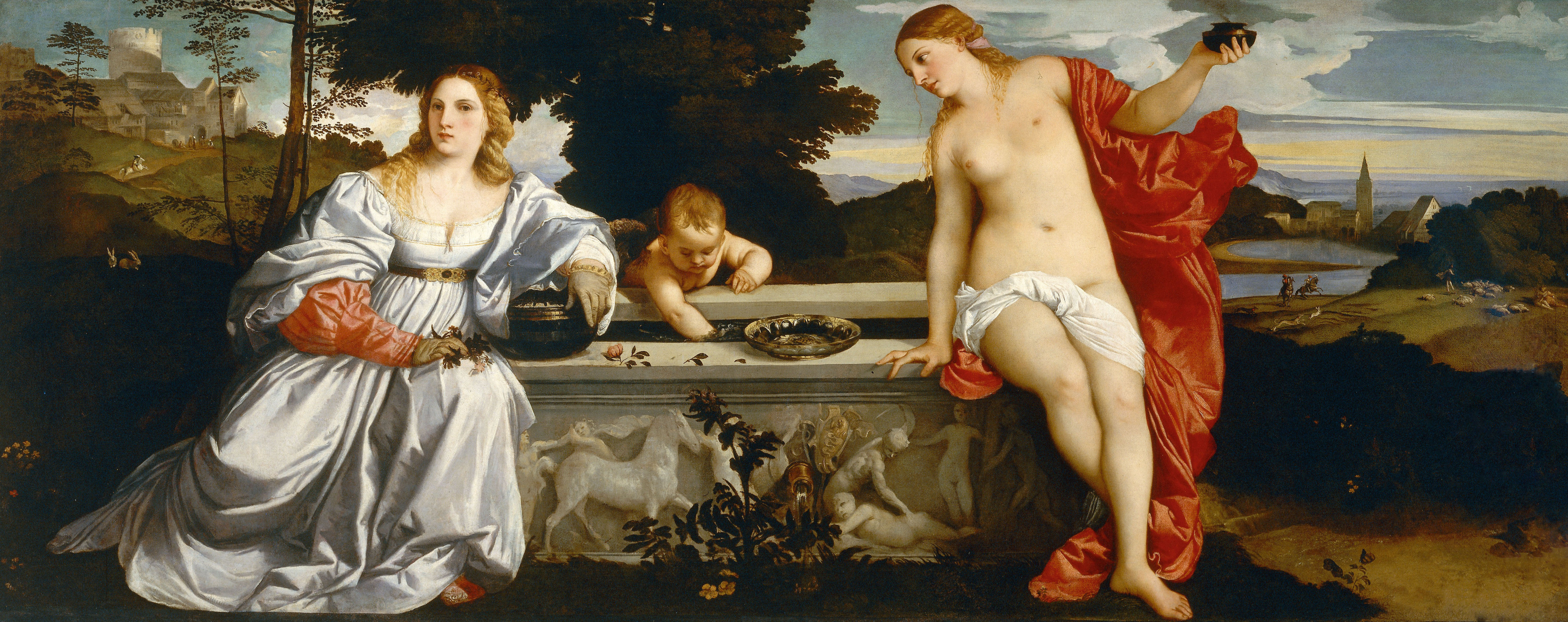
ティツィアーノ『聖愛と俗愛』 (1515年)、ボルゲーゼ美術館、ローマ